# 池田長休
池田 長休（いけだ ながのり）は、江戸時代後期の旗本。通称は伊三郎。官位は従五位下・加賀守、甲斐守。

## 略歴
天明3年（1783年）、7000石の旗本池田清弥の次男として江戸にて誕生。母は牧野忠知の娘。
寛政6年（1794年）8月、11代将軍・徳川家斉に拝謁する。同年9月、世子徳川家慶の山王社参詣に騎馬で供をする。寛政8年（1796年）11月、父清弥が不行跡のため押込隠居となり家督相続するが、父の処分で拝謁を止められる。寛政9年正月、処分を解かれ許される。御書院番頭、御側衆などを務め、天保12年（1841年）8月病気のため辞職する。

## 系譜
- 父：池田清弥（1750-?）
- 母：牧野忠知の娘
- 正室：辰姫 - 立花種周の娘
- 生母不明の子女
  - 男子：池田長顕（?-1862）
  - 四男：池田長発（1837-1879） - 池田長溥の養子
  - 女子：松平勝実室